# 洋上風力発電

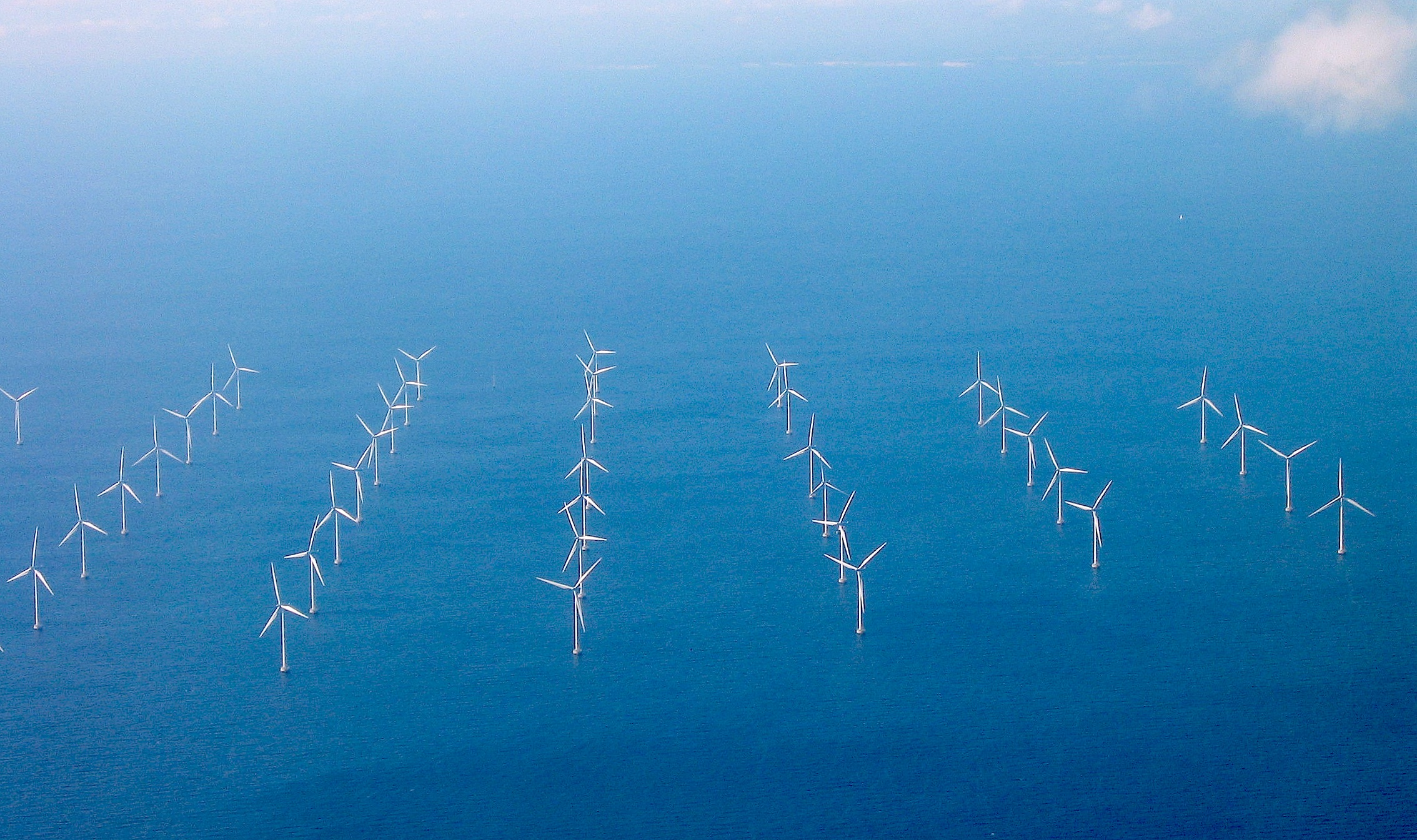
スウェーデンに建設中の Lillgrund Wind Farmの想像図

洋上風力発電（ようじょうふうりょくはつでん） とは、主に海洋上における風力発電のこと。オフショア風力発電(Offshore wind power) と呼ばれることもある。単純に洋上風力とも。

## 概要
洋上では山や建物や樹木などの障害物が無いことにより、乱気流が少なく安定的に大きな風力が得られるため、風力発電所を洋上に建造した場合、より大きな電力が供給できると考えられている。
洋上（"offshore"）とは言っても必ずしも海洋上を意味するのではなく、湖、フィヨルド、港湾内などに設置されたものも含めることに注意する必要がある。また発電機の形態に関しても、通常の風力発電と同様に基礎が海底などの地面に固定された着床式のものもあれば、海が深くて地面に基礎を設置できない場所でも利用可能なように浮体式の基礎を用いたものもある(浮体式洋上風力発電と呼ばれる)。
2015年頃までは、洋上風力発電が普及しているのはほぼヨーロッパのみであったが、中国も国策として目覚ましい導入実績を挙げ、2020年末には総設置容量で世界3位につけている。

## 歴史

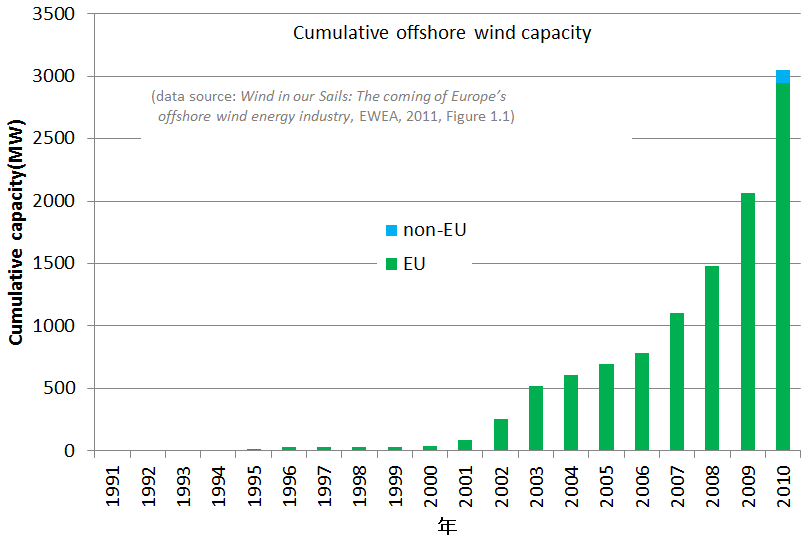
洋上風力発電の累積設備容量推移

1991年に史上初めて洋上風力発電所が建設されたのは、ヨーロッパのデンマークであった。それ以来、ヨーロッパが洋上風力発電の歴史をリードしている。2009年の10月の時点で、ヨーロッパで26箇所の洋上風力発電所が建設中であり、それらの発電所は平均して76MWの出力があった。またヨーロッパで2010年に建設された風力発電の総発電量9.3GWのうち、0.9GW(9.6%)が洋上に建設された。2010年現在の各国における洋上風力発電所の総発電能力においては、イギリスが1.3 GWとずば抜けており、ヨーロッパの残りの国の総発電能力を合わせた1.1 GWよりもはるかに高い数値となっている。 以下、デンマーク(854 MW)、オランダ(249 MW)、ベルギー(195 MW)、スウェーデン(164 MW)、ドイツ(92 MW)、アイルランド(25 MW)、フィンランド(26 MW)、ノルウェー（2.3 MW）と続く。
2010年現在、洋上風力発電用のタービン(風力原動機)に関してはデンマークに拠点を置くシーメンス・ウィンド・パワー社（シーメンス社の子会社）とベスタス社が市場シェアの 91.8%を担っている。導入実績に関してもオーステッド社（デンマーク）、バッテンフォール社（スウェーデン）、E.ON社（ドイツ）とヨーロッパの電力会社がリードしている。2010年10月の時点で、北ヨーロッパを中心に3.16 GWの発電能力があるが、現在の発注状況からすると、2014年の終わりまでにさらに16GW以上の洋上風力発電が導入され、とりわけイギリスとドイツの2国がリーディングマーケットになるだろうと考えられている。全世界的な観点から見た場合、2020年までに全世界の洋上風力発電による電力の総計は75GWに達すると見られており、とりわけ中国とアメリカでの伸びが期待されている。
2017年、イギリスのスコットランド沖でノルウェーのエネルギー企業スタットオイルが世界初の浮体式商用洋上風力発電所を稼働させた。

## 技術

洋上風力発電の種類

2009年時点では、ヨーロッパで標準的なスペックの洋上風力発電用の原動機は1基あたり3MWの発電能力だった。将来的にこれを5MWにまで高めることが期待された。
洋上では安定性のため、水深によって異なったタイプの基礎が求められる。いくつか解決策があるが、一例を挙げると:
- 水深30m未満では直径6mの円柱型の基礎を利用する。
- 80mまでの水深では重力着底型構造物を利用する。
  - Tripod piled structuresを利用する。
  - Tripod suction caisson structuresを利用する。
  - 油田やガス田で見られるような鋼鉄製のジャケット工法を利用する。
- さらに水深のあるところでは浮体式洋上風力発電を利用する[4]。

洋上風力発電を行う際、タービンはアクセスがしづらい海洋上などの場所に設置されるため、通常の陸上風力発電に比べて信頼性が重視される。船を用いた定期的なアクセス手段が必要で、ギアボックスの交換などの重工業的な作業のためにジャッキアップ・リグ（海洋掘削装置）なども必要とされる。設備の修理と維持をするためには、専門の管理チームを組織する必要がある。タービンへのアクセスは船かヘリコプターが用いられる。陸地からはるかに離れた場所に建設される風力発電所に関しては、管理チームのための居住スペースが必要とされる。
洋上風力発電の先進国である欧州においても、風力発電所の設計および建設許可を得る際には1000万ドルの出費と5年から7年の歳月がかかり、また当時は思ったような結果がでないリスクもあるのでは、と考える人もいたので、ゼネコン各社はこれを改良するように政府に要求した。2010年時点ですでに洋上風力発電第2位のデンマークでは当局によって徐々にではあるが状況が改善され、ハードルがかなり下がった。
洋上風力発電のデザインのガイドラインに関してはIEC 61400-3に記載がある。

## 各地の洋上風力発電所

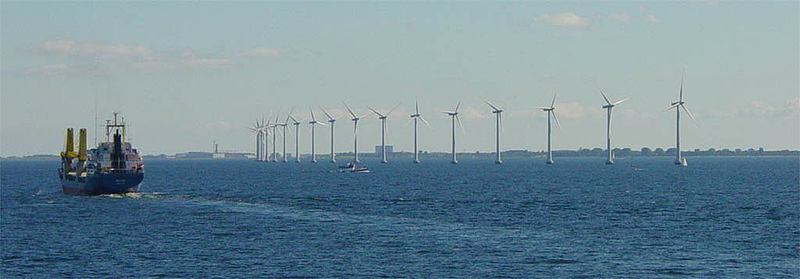
デンマークの首都コペンハーゲン洋上にあるミドルグロン洋上風力発電所

2010年現在、ヨーロッパ各地に39の洋上風力発電所があり、あわせて2,396 MWの供給能力がある。100GW以上のプロジェクトがヨーロッパで進行中である。European Wind Energy Associationは目標を2020年に40GW、2030年に150GWとしている。
2010年11月現在、300MWの発電能力があるイギリスのThanet Offshore Wind Projectが世界最大の洋上風力発電所である。デンマークのHorns Rev|Horns Rev II(209 MW)がそれに続く。
| 発電所                    | 出力 (MW) | 国         | メーカーと型番          | 稼動年 | 参照                        |
| ------------------------- | --------- | ---------- | ----------------------- | ------ | --------------------------- |
| Thanet                    | 300       | イギリス   | 100 × ベスタス V90-3MW  | 2010   | [ 16 ] [ 17 ]               |
| Horns Rev II              | 209       | デンマーク | 91 ×シーメンス 2.3-93   | 2009   | [ 18 ]                      |
| Rødsand II                | 207       | デンマーク | 90 × シーメンス 2.3-93  | 2010   | [ 19 ]                      |
| Lynn and Inner Dowsing    | 194       | イギリス   | 54 × シーメンス 3.6-107 | 2008   | [ 20 ] [ 21 ] [ 22 ] [ 23 ] |
| Robin Rigg (Solway Firth) | 180       | イギリス   | 60 × シーメンス         | 2010   | [ 24 ] [ 25 ]               |
| Gunfleet Sands            | 172       | イギリス   | 48 × シーメンス 3.6-107 | 2010   | [ 25 ] [ 26 ]               |
| Nysted (Rødsand I)        | 166       | デンマーク | 72 × シーメンス 2.3     | 2003   | [ 20 ] [ 27 ] [ 28 ]        |

カナダのオンタリオ州は五大湖への洋上風力発電を推し進めている。その中には洋上20km、400MWのTrillium Power Wind 1も含まれる。他にも太平洋上に洋上風力発電所を建設するプロジェクトもある。
2010年の時点では、アメリカには洋上風力発電所は存在しない。しかし西海岸・五大湖・太平洋岸には洋上風力発電に適した土地があり、現在建設計画が進んでいる。

### 日本
日本の排他的経済水域は世界6位という広大な面積となり、洋上風力発電のポテンシャルは非常に大きい。IEA Offshore Outlook 2019によると、日本の洋上風力発電の技術的可能な容量は、日本の需要電力の10倍近く存在すると指摘されている。
日本では、2020年夏時点で政府が作成した資料でも、ヨーロッパと違い毎年台風の通り道になっているので難易度は格段に高いなどとして導入予測を低く算出されていた。しかし、2020年12月25日の経済産業省の審議会において、2040年に最大4500万キロワット、原発45基分の発電能力を目指す方針を打ち出した。鍵は、官民が本気で洋上風力発電所に取り組んで（洋上風力発電所構築の）競争力を高め、設置コストを削減することであり、（従来のような小規模な取り組みでは単価が下がらないので、ヨーロッパのように大規模で展開することが望ましいので）洋上風力発電に対する投資を促進する必要があることである。
2010年3月に稼働した沿岸部における着床式のウインド・パワーかみす第1洋上風力発電所が日本初の洋上風力発電である。
日本では、2012年6月から100kw級試験機を用いた初の浮体式実証試験が長崎県五島市の椛島沖で実施された。
新エネルギー・産業技術総合開発機構（NEDO）と東京電力は共同で、2013年3月4日から千葉県銚子市南の沖合約3㎞の海上で洋上風力発電を運用しており、これは沖合型として国内初の事例である。
2012年には、東日本大震災に伴う福島第一原子力発電所事故が発生した福島県の復興支援のため、産学官連携で日本初の浮体式洋上風力発電所をつくる福島洋上風力コンソーシアムが立ち上がった。13年11月以降には2MW、7MW風車、5MW風車が設置されたが、不採算のため、2020年で終了した。
また、北九州市沖1.4kmの海域においても2013年5月16日、洋上風車の設置が完了している。さらに、同15kmの地点にもバージ型浮体と呼ばれる小型の浮体に風車を搭載したタイプの“次世代浮体式洋上風力発電システム実証機”を2019年5月に設置し、運用を開始している。なおこの実証運転は、2021年度まで行われる予定。
2019年4月、洋上風力発電普及法が施行された。7月、経済産業省と国土交通省は、洋上風力発電の整備を優先的に進める4区域を発表した。すなわち、秋田県能代市・三種町・男鹿市沖、由利本荘市沖、千葉県銚子市沖、長崎県五島市沖である。また青森県日本海北側、同南側および陸奥湾、秋田県八峰町・能代市沖および潟上市沖、新潟県村上市・胎内市沖、長崎県西海市江島沖の7区域も「一定の準備段階に進んでいる」とした。
なお、国土交通省は、上記の場所への洋上風力発電所整備の拠点となる港湾を2020年9月2日付で発表した。指定されたのは、鹿島（茨城県）、北九州（福岡県）の4港である。これらの港湾では、発電所を建設する際に必要な資材の積み下ろしなどで利用する埠頭を、国が事業者に対して長期間貸し付けることが可能となる。2024年4月26日付で青森港と酒田港が新たに指定された。
2021年12月時点で、日本の洋上風力発電の導入量は各種実証事業を含め26基51.6MWでこのうち3基7.4MWが離岸距離2㎞以上の沖合型となっていた。
2020年代中盤、調達・建設コスト増大による世界的な洋上風力冬の時代が到来。2025年2月、三菱商事は秋田と千葉沖の洋上風力発電計画見直しを発表。洋上風力発電事業に関連し、2024年4月から12月までのグループ全体の決算で、522億円の損失を計上した。

## 課題や影響
アメリカ初の洋上風力発電所となるCape Windの建設に際して2006年に行われたデラウェア大学の調査によると、付近住民はこのプロジェクトによる海洋生物、環境、電力料金、景観、釣りや船遊びに対する影響を考慮の上で賛成か反対かを決めたとの事。
生態系の影響
洋上風力発電の建設によって海洋生物の生息環境が失われるほか、渡りをする鳥類や回遊生物の移動阻害、バードストライク、海洋環境の悪化などの問題は指摘されることがある。